# Hessisch voetbalkampioenschap 1909/10
In 1909/10 werd het vierde Hessisch voetbalkampioenschap gespeeld, dat georganiseerd werd door de West-Duitse voetbalbond. 
Casseler FV 95 werd kampioen en plaatste zich voor de West-Duitse eindronde. De club versloeg Gießener SV 1900 en Dürener FC 03 en verloor dan met 6:1 van Duisburger SpV. 

## A-Klasse
| Plaats | Club                      | Wed.           | W              | G              | V              | Saldo          | Ptn.           |
| ------ | ------------------------- | -------------- | -------------- | -------------- | -------------- | -------------- | -------------- |
| 1.     | Casseler FV 95            | 8              |                |                |                | 29:5           | 15:1           |
| 2.     | 1. FC Borussia Fulda      | 8              |                |                |                | 13:8           | 11:5           |
| 3.     | 1. Casseler BC Sport 1894 | 8              |                |                |                | 8:13           | 7:9            |
| 4.     | FV Teutonia Cassel        | 8              |                |                |                | 5:15           | 7:9            |
| 5.     | Göttinger FC 1905         | 8              |                |                |                | 2:16           | 0:16           |
| 6.     | BSV Herkules Cassel       | Teruggetrokken | Teruggetrokken | Teruggetrokken | Teruggetrokken | Teruggetrokken | Teruggetrokken |

|  | Kampioen, geplaatst voor West-Duitse eindronde |
|  | Trok zich terug uit de competitie              |